# Championnat de F3000 italienne 2005
Le championnat de F3000 italienne 2005 a été remporté par le pilote italien Luca Filippi sur une monoplace de l'écurie Fisichella Motor Sport.

## Engagés

### Classe Principale
| Écurie                 | #  | Pilotes                 |
| ---------------------- | -- | ----------------------- |
| Fisichella Motor Sport | 1  | Luca Filippi            |
| Fisichella Motor Sport | 2  | Alex Ciompi             |
| BCN Competicion        | 3  | Matías Russo            |
| BCN Competicion        | 3  | Raffaele Gianmaria      |
| BCN Competicion        | 4  | Matteo Grassotto        |
| BCN Competicion        | 4  | Matteo Cressoni         |
| Team Astromega         | 5  | Toni Vilander           |
| Team Astromega         | 5  | Qinghua Ma              |
| Team Astromega         | 6  | Giacomo Ricci           |
| GP Racing              | 7  | Fabrizio Del Monte (en) |
| GP Racing              | 7  | Alex Lloyd              |
| GP Racing              | 7  | Toni Vilander           |
| GP Racing              | 8  | Juan Cáceres            |
| Durango                | 9  | Maro Engel              |
| Durango                | 9  | Christian Danner        |
| Durango                | 10 | Christiano Rocha        |
| Durango                | 10 | Giuliano de Magryres    |
| Euronova Racing        | 11 | Giacomo Piccini         |
| Euronova Racing        | 12 | Riccardo Mari           |
| Sighinolfi             | 14 | Matteo Pellegrino       |
| Sighinolfi             | 14 | Michael Vorba           |
| Sighinolfi             | 14 | Pastor Maldonado        |
| Sighinolfi             | 14 | Giacomo Piccini         |
| Sighinolfi             | 14 | Gabriele Lancieri       |
| Sighinolfi             | 15 | Bernhard Auinger        |
| Sighinolfi             | 15 | Emilio de Villota, Jr.  |
| Ma-Con Engineering     | 16 | Michael Vorba           |
| Ma-Con Engineering     | 16 | Jarek Janiš             |
| Ma-Con Engineering     | 17 | Jan Charouz             |

### Classe Light
| Écurie                    | #  | Pilotes                |
| ------------------------- | -- | ---------------------- |
| Discovery                 | 21 | Andrea Belicchi        |
| Discovery                 | 21 | Riccardo Mardo         |
| Vanni Racing/Traini Corse | 23 | Stefano Gattuso        |
| Il Motori di Carlotta     | 25 | Giuseppe Strano        |
| Il Motori di Carlotta     | 26 | Glauco Solieri         |
| Azerta                    | 27 | Alessandro Vitacolonna |
| Azerta                    | 27 | Giovanni Berton        |
| Azerta                    | 28 | Nassim Sidi Said       |
| Euronova Racing           | 29 | Giuseppe Chiminelli    |
| Euronova Racing           | 31 | Jérôme d'Ambrosio      |
| Euronova Racing           | 32 | Luca DiCienzo          |

## Règlement
- Tous les pilotes sur Lola T99/50 à moteur Zytek
- L'attribution des points s'effectue selon le barème 10,6,4,3,2,1.

## Courses de la saison 2005
| Date         | Lieu       | Vainqueur        | Nationalité        | Equipe                 |
| 17 avril     | Adria      | Alex Ciompi      | Italie             | Fisichella Motor Sport |
| 8 mai        | Vallelunga | Toni Vilander    | Finlande           | GP Racing              |
| 6 juin       | Brno       | Luca Filippi     | Italie             | Fisichella Motor Sport |
| 19 juin      | Imola      | Luca Filippi     | Italie             | Fisichella Motor Sport |
| 3 juillet    | Mugello    | Luca Filippi     | Italie             | Fisichella Motor Sport |
| 24 juillet   | Magione    | Pastor Maldonado | Venezuela          | Sighinolfi             |
| 25 septembre | Monza      | Luca Filippi     | Italie             | Fisichella Motor Sport |
| 23 octobre   | Misano     | Jarek Janiš      | République tchèque | Ma-Con Engineering     |

## Classement des pilotes
| Classement | Pilote                | Pays               | Equipe                        | Nombre de points |
| ---------- | --------------------- | ------------------ | ----------------------------- | ---------------- |
| 1er        | Luca Filippi          | Italie             | Fisichella Motor Sport        | 65               |
| 2e         | Jarek Janiš           | République tchèque | Ma-Con Engineering            | 43               |
| 3e         | Giacomo Ricci         | Italie             | Team Astromega                | 33               |
| 4e         | Toni Vilander         | Finlande           | GP Racing                     | 23               |
| 5e         | Juan Cáceres          | Uruguay            | GP Racing                     | 20               |
| 6e         | Alex Ciompi           | Italie             | Fisichella Motor Sport        | 19               |
| 7e         | Maro Engel            | Allemagne          | Durango                       | 17               |
| 8e         | Fabrizio del Monte    | Italie             | GP Racing                     | 15               |
| 9e         | Pastor Maldonado      | Venezuela          | Sighinolfi                    | 14               |
| 10e        | Raffaele Gianmaria    | Italie             | BCN Competicion               | 13               |
| 11e        | Jan Charouz           | République tchèque | Ma-Con Engineering            | 10               |
| 12e        | Matteo Cressoni       | Italie             | BCN Competicion               | 9                |
| 13e        | Bernhard Auinger      | Autriche           | Sighinolfi                    | 8                |
| 14e        | Christiano Rocha      | Brésil             | Durango                       | 6                |
| 15e        | Giacomo Piccini       | Italie             | Sighinolfi                    | 6                |
| 16e        | Alex Lloyd            | Royaume-Uni        | GP Racing                     | 5                |
| 17e        | Andrea Belicchi       | Italie             | Discovery                     | 5                |
| 18e        | Stefano Gattuso       | Italie             | Vanni Racing/Traini Corse     | 5                |
| 19e        | Gabriele Lancieri     | Italie             | Sighinolfi                    | 4                |
| 20e        | Emilio de Villota Jr. | Espagne            | Sighinolfi                    | 3                |
| 21e        | Matías Russo          | Argentine          | BCN Competicion               | 3                |
| 22e        | Michael Vorba         | Allemagne          | Sighinolfi Ma-Con Engineering | 1                |
| 23e        | Christian Danner      | Allemagne          | Durango                       | 1                |